# Dethiosulfovibrio marinus
Dethiosulfovibrio marinus è una specie di batterio appartenente alla famiglia delle Syntrophomonadaceae.